# Parila (Saaremaa)
Koordinaten: 58° 17′ N, 22° 24′ O
Parila (deutsch Pargel) ist ein Dorf (estnisch küla) auf der größten estnischen Insel Saaremaa. Es gehört zur Landgemeinde Saaremaa (bis 2017: Landgemeinde Lääne-Saare) im Kreis Saare.
Das Dorf hat 21 Einwohner (Stand 1. Januar 2016). Seine Fläche beträgt 2,20 km².